# Bartonella
Genre
Espèces de rang inférieur
B. bacilliformis

B. birtlesii

B. bovis

B. capreoli

B. clarridgeiae

B. doshiae

B. elizabethae

B. grahamii

B. henselae

B. koehlerae

B.muris

B. peromysci

B. quintana

B. rochalimae

B. schoenbuchii

B. talpae

B. taylorii

B. tribocorum

B. vinsonii spp. arupensis

B. vinsonii spp. berkhoffii

B. vinsonii spp. vinsonii

B. washoensis

Les espèces du genre Bartonella sont des bactéries Gram négatif. Les différentes maladies (zoonoses) causées par des Bartonella sont dites « bartonelloses », la plus connue chez l'humain étant « la maladie des griffes du chat ».
Les bartonelloses sont parfois difficiles à diagnostiquer et ont même parfois semblé ne pas répondre aux postulats de Koch, notamment en cas de coinfections. Son épidémiologie est encore mal connue : des espèces de Bartonella ont été trouvées dans un grand nombre d'espèces de mammifères, et l'ADN de ces pathogènes est retrouvé dans de multiples vecteurs (tiques et mouches piqueuses notamment,). Dans le contexte de la crise climatique et écologique, les bartonelloses ont parfois un caractère de maladie émergente.
En tant que zoonose mondiale et multiforme, la Bartonellose semble ne pouvoir être bien comprise et traitée que via une approche One Health.

## Étymologie
La Bartonella a été nommé en référence au docteur Alberto Barton (en), un microbiologiste argentin qui travaillait au Pérou.

## Cycle d'infection

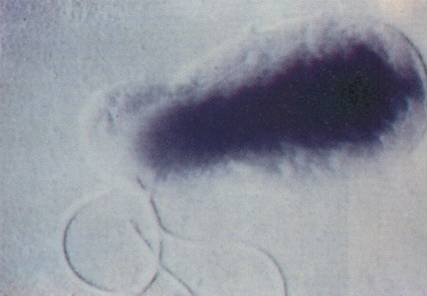
Bartonella (au microscope électronique)

On a longtemps pensé que les vecteurs de transmission des bartonelles sont les arthropodes suceurs de sang et que les hôtes réservoirs de la bactérie sont des animaux (mammifères, dont chiens et surtout chats).
On sait maintenant que les types et sous-types de Bartonella sont plus nombreux qu'on ne le pensait, de même que leurs vecteurs. En outre la transmission à l'humain peut aussi se faire par des morsures d'animaux, des égratignures, divers arthropodes et même par des piqûres d'aiguilles, faisant que la clinique et le diagnostic des bartonelloses sont « vraisemblablement beaucoup plus complexe que ce qui est actuellement apprécié par les diagnosticiens, les biologistes des vecteurs, les écologistes, les médecins ou les vétérinaires ».
Immédiatement après l'infection, la bactérie colonise une première niche, l'endothélium.
Tous les 5 jours, une partie des bactéries est libérée dans le sang où elles infectent les érythrocytes, et à distance des cellules endothéliales, des péricytes, des cellules progénitrices CD34+ et diverses cellules de type macrophage, dont les cellules microgliales, les cellules dendritiques et les monocytes circulants. Chez l'animal comme chez l'humain elle peut ainsi causer des manifestations cliniques et pathologiques complexes et très diverses.

## Chez l'humain
Le risque de bartonellose semble avoir été sous-estimé.

Chiens et chats en sont souvent porteurs. Le chien semble rarement porteur sain mais le chat est souvent malade, et présente alors en début d'infection par B. henselae ou de B. clarridgeiae des taux sanguins de bactéries très élevés (jusqu'à plus de 106 bactéries par millilitre de sang).
Bien que cette possibilité ait été initialement contestée, certaines tiques semblent pouvoir véhiculer la maladie d'animal à animal, ou de l'animal à l'humain. C'est le cas d’Ixodes ricinus qui a par exemple été trouvée porteuse en Allemagne d' Ehrlichia, de Borrelia burgdorferi (sensu lato) et de Bartonella, avec donc de possibles coinfections
On connaît 19 espèces de Bartonella, une dizaine étant pathogènes pour l'humain, parfois de manière persistante, chez des immunodéprimés , mais aussi chez des patients en bonne santé (immunocompétents)), les trois plus fréquentes étant :
- Bartonella henselae ;
- Bartonella quintana ;
- Bartonella bacilliformis.

À plusieurs reprises, il a été montré que des Bartonella antérieurement réputées ne pas infecter l'humain, pouvaient finalement être pathogènes pour lui ; c'est le cas par exemple d’Ehrlichia ewingii et de Bartonella clarridgeiae.
60 % des cas de « maladie des griffes du chat » sont diagnostiquées de septembre à janvier, quand les chats domestiques sont les plus proches de leurs maîtres.
La maladie peut être associée à un purpura de Henoch-Schönlein.
Elle est parfois confondue avec une mononucléose infectieuse.
Des co-infections sont possibles, notamment avec la maladie de Lyme.
L'œil peut être atteint, avec, éventuellement, une neurorétinite pouvant être causée par plusieurs bartonella dont Bartonella grahamii. Remarque : certaines borrélies susceptibles de co-infecter l'organisme avec des bartonella peuvent aussi infecter l'œil.
C'est une cause fréquente d'endocardites infectieuses à hémocultures négatives (et dont le diagnostic est sérologique).

### Bartonella bacilliformis
Ce germe est le premier du genre à avoir été reconnu. Il serait le plus souvent (ou toujours ?) transmis par une mouche spécifique, Lutzomyia verrucarum, présente uniquement au niveau de la cordillère des Andes.
- Il provoque la maladie de Carrion, la fièvre d'Oroya, la verruga du Pérou.

### Bartonella quintana
Cette bartonelle provoque essentiellement la fièvre des tranchées, décrite durant la Première Guerre mondiale. La maladie ne sévit actuellement qu'en conditions de déficit en hygiène. 
Rarement, elle peut provoquer une endocardite. Elle cause l'“angiomatose bacillaire” qui peut aussi être induite par Bartonella henselae, caractérisée par une prolifération de petits vaisseaux sous la peau, mais également dans d'autres organes.
- Zone d'endémie : monde entier

### Bartonella henselae
L'hôte servant de réservoir principal du bacille est réputé être le chat (domestique ou errant). Cette bactérie provoque :
- la maladie des griffes du chat (voir aussi paragraphe suivant) ou « lymphoréticulose bénigne d’inoculation » ou « lymphogranulome bénin » ; il s'agit du principal responsable de cette maladie ;
- l'angiomatose bacillaire (en) ;
- la péliose bacillaire (en),
- des endocardites
- une bactériémie avec fièvre
- une neurorétinite

Zone d'endémie : monde entier

### Bartonella clarridgeiae
- Hôte servant de réservoir pour le bacille : Le chat a d'abord été considéré comme vecteur principal, mais des piqures d'arthropode ont été soupçonnées car 72 % des cas apparaissent de juin à décembre, et de fréquentes co-infection Borrelia-Bartonella font penser que les tiques puissent être un vecteur vers l'humain plus fréquent que les griffures de chat[22].
- Cette bactérie provoque la maladie dite « maladie des griffes du chat »

### Bartonella koehlerae
- Hôte servant de réservoir pour le bacille : chat

### Bartonella elizabethae
- Hôte servant de réservoir pour le bacille : rat

### Bartonella vinsonii
- Hôte servant de réservoir pour le bacille : souris et chien (avec co-infections possibles, avec Ehrlichiose notamment[23]). Elle peut causer une endocardite chez l'humain [24]

### Bartonella grahamii
- Hôte servant de réservoir pour le bacille : souris
- Cette bactérie provoque : endocardite

### Bartonella washoensis
- Hôte servant de réservoir pour le bacille : écureuil
- Cette bactérie provoque : myocardite

### Bartonella rochalimae
Il a été décrit pour la première fois en 2007 chez un patient fébrile de retour du Pérou.

## Coinfections possibles
Diverses études ont montré de fréquentes coinfections des tiques par Bartonella henselae et d'autres « maladies à tiques » parfois susceptibles de doublement toucher le système nerveux. Les co-infections perturbent souvent le diagnostic des deux maladies en en modifiant les symptômes respectifs.
Des synergies infectieuses, au moins avec deux autres bactéries ; Babesia et Borrelia, pourraient contribuer à l'aggravation et à la chronicité de la maladie.

## La tique comme vecteur
La tique est fréquemment porteuse de Bartonella, en Europe, comme en Amérique du Nord.
- En juillet 1999, une étude néerlandaise basée sur la PCR détectait des bartonelles chez 70 % des tiques testées (contre 45 % pour les ehrlichia et 13 % pour les borrélies)[28]
- Peu après, une étude montrait que 19 % des tiques du cerf étudiées en Californie portaient des Bartonella[29] et on en a trouvé chez un grand nombre de mammifères dont la plupart portait aussi des bactéries des genres Borrelia, Ehrlichia et Babesia.
- Une autre étude détectait dans le Midwest américain que 46 % des souris à pattes blanches portaient des Borrelia (détectées par mise en culture), alors que 12 % portaient des Babesia (détectées par PCR) et 5 % à 10 % portaient des Bartonella (mise en évidence par cultures).